# Westerende-Kirchloog

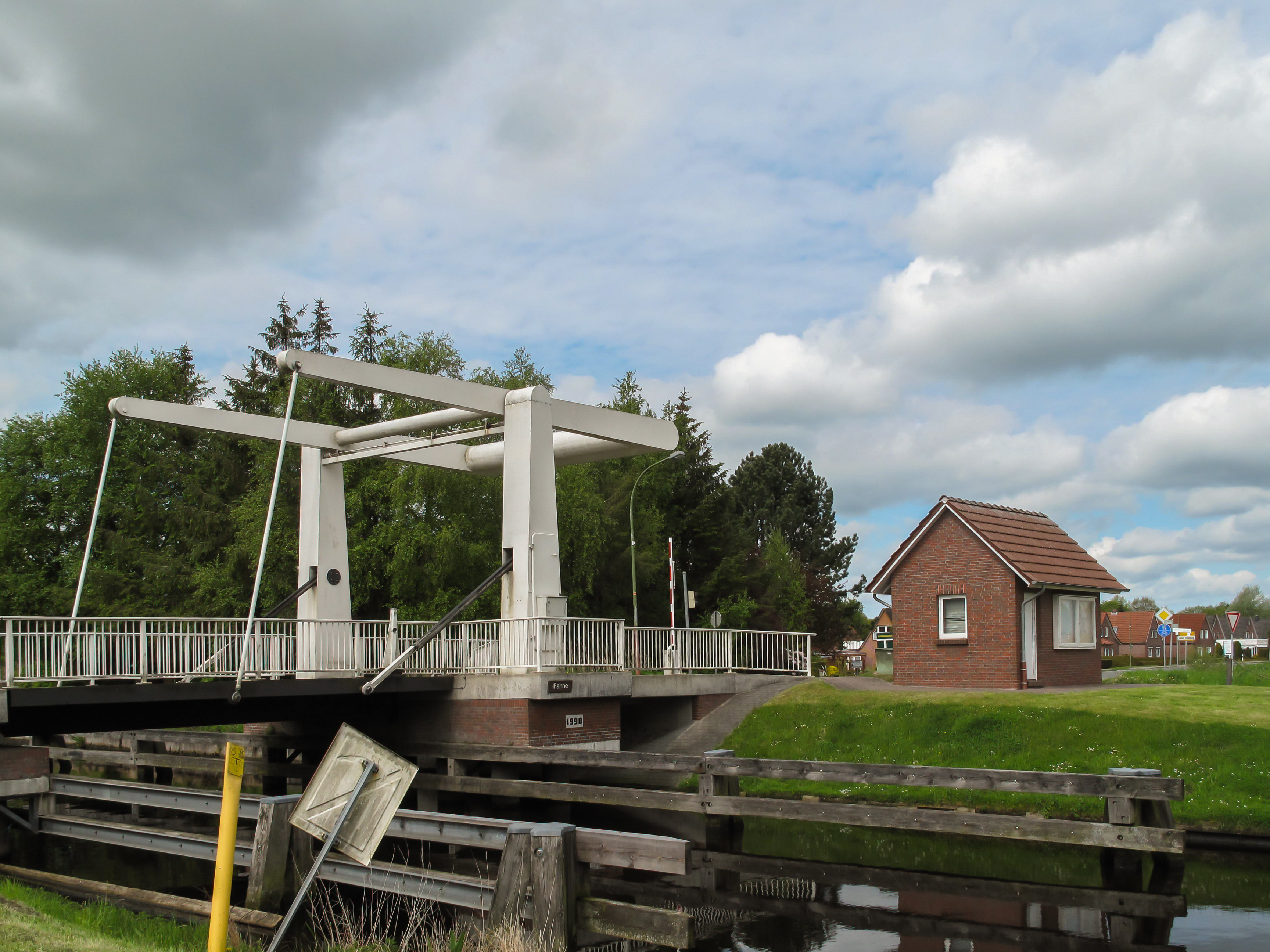
Westerende-Kirchloog, Zugbrücke

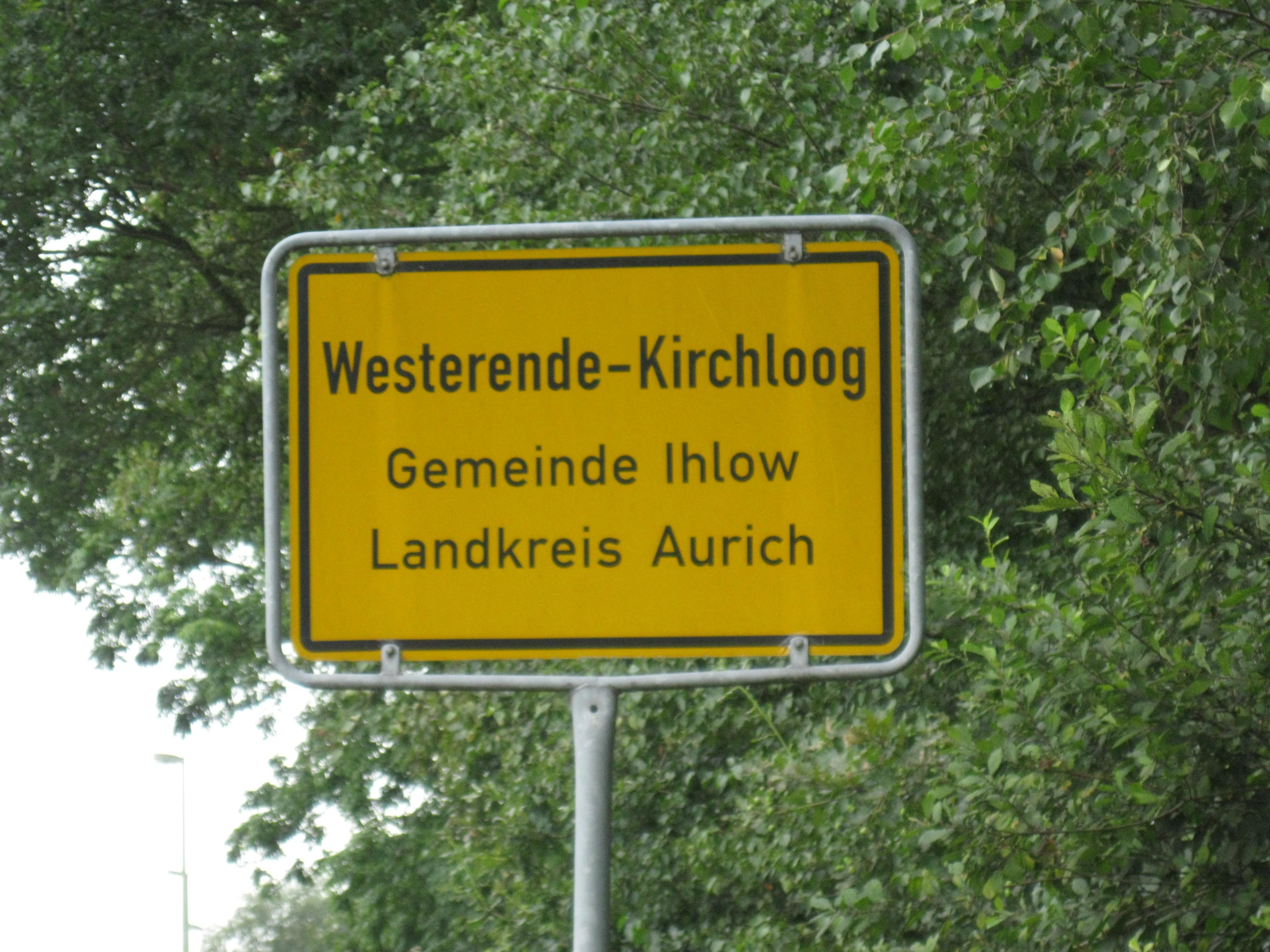
Ortsschild

Westerende-Kirchloog ist seit der Gemeindegebietsreform vom 1. Juli 1972 ein Ortsteil der ostfriesischen Gemeinde Ihlow in Niedersachsen. Der Ort hatte im Mai 2017 1721 Einwohner.

## Lage
Der Ort liegt rund fünf Kilometer von Aurich entfernt. Der Name Westerende entstand wahrscheinlich durch seine Lage, ein wenig westlich von Aurich. Der Ort grenzt an die Auricher Stadtteile Extum und Rahe.

## Geschichte
Schriftlich wurde der Ort erstmals im Jahre 1408 erwähnt. Der östliche Teil von Westerende ab Ems-Jade-Kanal heißt „Fahne“, die die ursprünglichste Bezeichnung für die ganze Ortschaft gewesen sein soll.

## Sehenswürdigkeiten
Sehenswert ist in Westerende-Kirchloog die mittelalterliche evangelisch-lutherische St.-Martins-Kirche, eine Backsteinkirche, deren Altar im Jahr 1652 von Pastor Hermann de Werve und seiner Frau Emerentia de Wervine geb. Craeftin gestiftet wurde.

## Wirtschaft und Infrastruktur
Am Ems-Jade-Kanal, dem Nachfolger des bereits 1798/99 angelegten Treckfahrtstiefs zwischen Emden und Aurich, befindet sich ein Sportboothafen und die Voß-Werft.
Im Sportboothafen können Boote bis 14 Meter Länge und vier Meter Breite anlegen. Das zweite Becken gehört zur Voss-Werft, wo Schiffe bis rund 50 Meter Länge auf die Helling gezogen werden können. Hier wurden etwa 128 Kutter der 300-PS-Klasse gebaut und werden noch heute repariert oder verlängert.
Durch Westerende-Kirchloog zieht sich der neun Kilometer lange Ringkanal, der beginnend beim Sperrwerk bei Ost-Victorbur an seinem Ende direkt in den Ems-Jade-Kanal mündet. Früher als Wasserstraße für Torfkähne genutzt hat er heute überwiegend eine Entwässerungsfunktion, wird aber auch von kleinen Sportbooten genutzt. Um den historischen Bezug zu betonen, hat man eine Anlegestelle beim Moormuseum Moordorf angelegt. Der Ringkanal hat eine Breite von fünf bis 13 Meter bei einer Wassertiefe von 0,60 bis 1,40 Meter.

## Politik
Der Ortsrat, der den Ortsteil Westerende-Kirchloog vertritt, setzt sich aus fünf Mitgliedern zusammen. Die Ratsmitglieder werden durch eine Kommunalwahl für jeweils fünf Jahre gewählt. Die aktuelle Amtszeit begann am 1. November 2021 und endet am 31. Oktober 2026.
Bei der Kommunalwahl 2021 ergab sich folgende Sitzverteilung:
| Ortsrat 2021Insgesamt 5 Sitze - SPD: 4 - CDU: 1 |